# Hormopsylla trux
Hormopsylla trux är en loppart som beskrevs av Jordan 1950. Hormopsylla trux ingår i släktet Hormopsylla och familjen fladdermusloppor. Inga underarter finns listade i Catalogue of Life.